# رتویش (اشتاینبورگ)
رتویش (به آلمانی: Rethwisch) یک شهر در آلمان است که در اشتاینبورگ واقع شده‌است. رتویش ۵۹۳ نفر جمعیت دارد.